# Bundestagswahlkreis Bielefeld – Gütersloh II
Der Bundestagswahlkreis Bielefeld – Gütersloh II (Wahlkreis 131; bis zur Bundestagswahl 2021 Wahlkreis 132) ist ein Wahlkreis in Nordrhein-Westfalen für die Wahlen zum Deutschen Bundestag. Er umfasst die kreisfreie Stadt Bielefeld und die zum Kreis Gütersloh gehörige Stadt Werther (Westf.).

## Wahlkreisgeschichte
Von 1949 bis 1972 umfasste der Wahlkreis die Stadt Bielefeld in den Grenzen vor der Gebietsreform von 1973 und von 1980 bis 1994 die Stadt Bielefeld in den gegenwärtigen Grenzen. Zur Bundestagswahl 1998 wurde der Wahlkreis um die Stadt Werther aus dem Kreis Gütersloh erweitert und daher zur Bundestagswahl 2013  in Bielefeld – Gütersloh II umbenannt.
| Wahl      | Wahlkreisname                | Gebiet |
| --------- | ---------------------------- | --- |
| 1949      | 47 Bielefeld-Stadt           | Stadt Bielefeld in den Grenzen bis 1972                                                                                            |
| 1953–1961 | 106 Bielefeld-Stadt          | Stadt Bielefeld in den Grenzen bis 1972                                                                                            |
| 1965–1972 | 104 Bielefeld-Stadt          | Stadt Bielefeld in den Grenzen bis 1972                                                                                            |
| 1976      | 104 Bielefeld II             | von der Stadt Bielefeld die Stadtbezirke Dornberg (ohne Schröttinghausen), Heepen, Jöllenbeck, Mitte, Schildesche und Stieghorst 1 |
| 1980–1994 | 102 Bielefeld                | Stadt Bielefeld |
| 1998      | 102 Bielefeld                | Stadt Bielefeld, vom Kreis Gütersloh die Stadt Werther (Westf.)                                                                    |
| 2002–2009 | 133 Bielefeld                | Stadt Bielefeld, vom Kreis Gütersloh die Stadt Werther (Westf.)                                                                    |
| 2013–2021 | 132 Bielefeld – Gütersloh II | Stadt Bielefeld, vom Kreis Gütersloh die Stadt Werther (Westf.)                                                                    |
| 2025–     | 131 Bielefeld – Gütersloh II | Stadt Bielefeld, vom Kreis Gütersloh die Stadt Werther (Westf.)                                                                    |

## Wahlkreisabgeordnete
| Wahl | Abgeordneter | Abgeordneter              | Partei | Stimmen in % |
| ---- | ------------ | ------------------------- | ------ | ------------ |
| 1949 |              | Friederike Nadig          | SPD    | 44,8         |
| 1953 |              | Artur Ladebeck            | SPD    | 41,8         |
| 1957 |              | Otto Walpert              | SPD    | 42,5         |
| 1961 |              | Gerhard Koch              | SPD    | 45,7         |
| 1965 | 49,2         | Gerhard Koch              | SPD    |              |
| 1969 | 52,2         | Gerhard Koch              | SPD    |              |
| 1972 |              | Elfriede Eilers           | SPD    | 53,4         |
| 1976 | 47,5         | Elfriede Eilers           | SPD    |              |
| 1980 |              | Kurt Vogelsang            | SPD    | 48,7         |
| 1983 |              | Reinhard Meyer zu Bentrup | CDU    | 46,6         |
| 1987 |              | Günter Rixe               | SPD    | 43,0         |
| 1990 | 42,2         | Günter Rixe               | SPD    |              |
| 1994 | 46,8         | Günter Rixe               | SPD    |              |
| 1998 |              | Rainer Wend               | SPD    | 50,2         |
| 2002 | 49,8         | Rainer Wend               | SPD    |              |
| 2005 | 47,2         | Rainer Wend               | SPD    |              |
| 2009 |              | Lena Strothmann           | CDU    | 36,3         |
| 2013 |              | Christina Kampmann        | SPD    | 38,1         |
| 2017 |              | Wiebke Esdar              | SPD    | 33,2         |
| 2021 | 30,0         | Wiebke Esdar              | SPD    |              |
| 2025 | 27,2         | Wiebke Esdar              | SPD    |              |

## Wahlergebnisse

### Bundestagswahl 2025
| Kandidaten                      | Kandidaten                | Parteien/Listen     | Erststimmen | Erststimmen | Zweitstimmen | Zweitstimmen |
| Kandidaten                      | Kandidaten                | Parteien/Listen     | Stimmen     | %           | Stimmen      | %            |
| ------------------------------- | ------------------------- | ------------------- | ----------- | ----------- | ------------ | ------------ |
|                                 | Wiebke Esdargewählt im WK | SPD                 | 53.131      | 27,2        | 39.841       | 20,3         |
|                                 | Katharina Kotulla         | CDU                 | 50.740      | 26,0        | 45.716       | 23,3         |
|                                 | Britta Haßelmann          | GRÜNE               | 31.273      | 16,0        | 32.373       | 16,5         |
|                                 | Gregor vom Braucke        | FDP                 | 5.930       | 3,0         | 8.168        | 4,2          |
|                                 | Maximilian Kneller        | AfD                 | 27.994      | 14,3        | 28.142       | 14,4         |
|                                 | Onur Ocak                 | Die Linke           | 19.803      | 10,1        | 25.810       | 13,2         |
|                                 | –                         | Tierschutzpartei    | –           | –           | 1.915        | 1,0          |
|                                 | Lena Oberbäumer           | Die PARTEI          | 3.095       | 1,6         | 1.364        | 0,7          |
|                                 | –                         | dieBasis            | –           | –           | 408          | 0,2          |
|                                 | Birte Döpke               | Team Todenhöfer     | 1.548       | 0,8         | 598          | 0,3          |
|                                 | –                         | FREIE WÄHLER        | –           | –           | 516          | 0,3          |
|                                 | Luis-Aaron Wulfert        | Volt                | 1.882       | 1,0         | 1.300        | 0,7          |
|                                 | –                         | MLPD                | –           | –           | 60           | 0,0          |
|                                 | –                         | PdF                 | –           | –           | 327          | 0,2          |
|                                 | –                         | BÜNDNIS DEUTSCHLAND | –           | –           | 210          | 0,1          |
|                                 | –                         | BSW                 | –           | –           | 8.921        | 4,6          |
|                                 | –                         | MERA25              | –           | –           | 98           | 0,1          |
|                                 | –                         | WerteUnion          | –           | –           | 124          | 0,1          |
| Gesamt                          | Gesamt                    | Gesamt              | 195.396     | 100         | 195.891      | 100          |
|                                 |                           |                     |             |             |              |              |
| Ungültige Stimmen               | Ungültige Stimmen         | Ungültige Stimmen   | 1.643       | 0,8         | 1.148        | 0,6          |
| Wähler                          | Wähler                    | Wähler              | 197.039     | 81,9        | 197.039      | 81,9         |
| Wahlberechtigte                 | Wahlberechtigte           | Wahlberechtigte     | 240.475     |             | 240.475      |              |
|                                 |                           |                     |             |             |              |              |
| Quellen: Die Bundeswahlleiterin |                           |                     |             |             |              |              |

### Bundestagswahl 2021
| Kandidaten                                            | Kandidaten                        | Parteien/Listen      | Erststimmen | Erststimmen | Zweitstimmen | Zweitstimmen |
| Kandidaten                                            | Kandidaten                        | Parteien/Listen      | Stimmen     | %           | Stimmen      | %            |
| ----------------------------------------------------- | --------------------------------- | -------------------- | ----------- | ----------- | ------------ | ------------ |
|                                                       | Angelika Westerwelle              | CDU                  | 40.928      | 22,3        | 37.355       | 20,3         |
|                                                       | Wiebke Esdargewählt im WK         | SPD                  | 55.234      | 30,0        | 50.009       | 27,2         |
|                                                       | Jan Maik Schlifter-de la Fontaine | FDP                  | 17.793      | 9,7         | 20.658       | 11,2         |
|                                                       | Maximilian Kneller                | AfD                  | 12.294      | 6,7         | 12.448       | 6,8          |
|                                                       | Britta Maria Haßelmann            | GRÜNE                | 40.015      | 21,8        | 40.161       | 21,8         |
|                                                       | Friedrich Straetmanns             | DIE LINKE            | 9.905       | 5,4         | 11.462       | 6,2          |
|                                                       | Tjark Nitsche                     | Die PARTEI           | 3.966       | 2,2         | 2.324        | 1,3          |
|                                                       | –                                 | Tierschutzpartei     | –           | –           | 1.872        | 1,0          |
|                                                       | –                                 | PIRATEN              | –           | –           | 683          | 0,4          |
|                                                       | –                                 | FREIE WÄHLER         | –           | –           | 697          | 0,4          |
|                                                       | –                                 | NPD                  | –           | –           | 120          | 0,1          |
|                                                       | –                                 | ÖDP                  | –           | –           | 197          | 0,1          |
|                                                       | –                                 | V-Partei³            | –           | –           | 117          | 0,1          |
|                                                       | –                                 | Gesundheitsforschung | –           | –           | 219          | 0,1          |
|                                                       | Reinhard Harald Schultka          | MLPD                 | 153         | 0,1         | 88           | 0,0          |
|                                                       | –                                 | Die Humanisten       | –           | –           | 156          | 0,1          |
|                                                       | –                                 | DKP                  | –           | –           | 64           | 0,0          |
|                                                       | –                                 | SGP                  | –           | –           | 25           | 0,0          |
|                                                       | Hans-Jürgen Karl Wächter          | dieBasis             | 2.655       | 1,4         | 2.274        | 1,2          |
|                                                       | –                                 | Bündnis C            | –           | –           | 336          | 0,2          |
|                                                       | –                                 | du.                  | –           | –           | 105          | 0,1          |
|                                                       | –                                 | LIEBE                | –           | –           | 187          | 0,1          |
|                                                       | –                                 | LKR                  | –           | –           | 32           | 0,0          |
|                                                       | –                                 | PdF                  | –           | –           | 77           | 0,0          |
|                                                       | –                                 | LfK                  | –           | –           | 186          | 0,1          |
|                                                       | –                                 | Team Todenhöfer      | –           | –           | 1.591        | 0,9          |
|                                                       | Stefan Upmeier zu Belzen          | Volt                 | 921         | 0,5         | 720          | 0,4          |
| Gesamt                                                | Gesamt                            | Gesamt               | 183.864     | 100         | 184.163      | 100          |
|                                                       |                                   |                      |             |             |              |              |
| Ungültige Stimmen                                     | Ungültige Stimmen                 | Ungültige Stimmen    | 1.481       | 0,8         | 1.182        | 0,6          |
| Wähler                                                | Wähler                            | Wähler               | 185.345     | 76,3        | 185.345      | 76,3         |
| Wahlberechtigte                                       | Wahlberechtigte                   | Wahlberechtigte      | 243.059     |             | 243.059      |              |
|                                                       |                                   |                      |             |             |              |              |
| Quellen: Die Bundeswahlleiterin, Kandidaten – Stimmen |                                   |                      |             |             |              |              |

### Bundestagswahl 2017
| Direktkandidat         | Partei                | Erststimmen in % | Zweitstimmen in % |
| ---------------------- | --------------------- | ---------------- | ----------------- |
| Michael Weber          | CDU                   | 30,69            | 27,62             |
| Wiebke Esdar           | SPD                   | 33,19            | 25,39             |
| Britta Haßelmann       | Bündnis 90/Die Grünen | 9,63             | 11,14             |
| Friedrich Straetmanns  | Die Linke             | 8,96             | 11,12             |
| Jasmin Wahl-Schwentker | FDP                   | 7,33             | 11,57             |
| Johannes Brinkrolf     | AfD                   | 8,16             | 8,95              |
| Lena Oberbäumer        | Die Partei            | 1,89             | 1,17              |
| Wolfgang Wöhrmann      | MLPD                  | 0,16             | 0,08              |

### Bundestagswahl 2013
| Direktkandidat         | Partei                | Erststimmen in % | Zweitstimmen in % |
| ---------------------- | --------------------- | ---------------- | ----------------- |
| Lena Strothmann        | CDU                   | 37,3             | 35,3              |
| Christina Kampmann     | SPD                   | 38,1             | 32,6              |
| Jasmin Wahl-Schwentker | FDP                   | 2,0              | 4,0               |
| Britta Haßelmann       | Bündnis 90/Die Grünen | 10,7             | 11,7              |
| Frank Schwarzer        | Die Linke             | 6,9              | 8,4               |
| Lars Büsing            | PIRATEN               | 2,6              | 2,4               |
| Marcus Pretzell        | AfD                   | 2,5              | 3,4               |
| -                      | Sonstige              | -                | 2,3               |

Die unterlegenen Kandidatinnen Lena Strothmann und Britta Haßelmann konnten über die Landeslisten ihrer Parteien in den 18. Bundestag einziehen.

### Bundestagswahl 2009
| Direktkandidat             | Partei    | Erststimmen in % | Zweitstimmen in % | Bundestagswahl 2005 Zweitstimmen in % |
| -------------------------- | --------- | ---------------- | ----------------- | ------------------------------------- |
| Guntram Schneider          | SPD       | 34,5             | 30,0              | 39,1                                  |
| Lena Strothmann            | CDU       | 36,3             | 30,4              | 31,7                                  |
| Hans-Achim von Stockhausen | FDP       | 6,1              | 11,1              | 8,5                                   |
| Britta Haßelmann           | GRÜNE     | 14,0             | 14,1              | 12,0                                  |
| Frank Schwarzer            | Die Linke | 7,9              | 9,6               | 6,0                                   |
| Siegfried Reball           | NPD       | 1,0              | 0,8               | 0,7                                   |
| –                          | PIRATEN   | –                | 2,0               | –                                     |
| Paul Giebeler              | BüSo      | 0,2              | 0,1               | 0,1                                   |
| –                          | Sonstige  | –                | 1,9               | 1,9                                   |

Damit zog Lena Strothmann als Wahlkreissiegerin direkt in den Bundestag ein. Britta Haßelmann zog über die Landesliste Nordrhein-Westfalen der Grünen in den Bundestag ein.